# Premusia
Premusia là một chi bướm đêm thuộc họ Erebidae.